# Wilson Woodrow Rodrigues
Wilson Woodrow Rodrigues (São Salvador, Bahia, 6 de julho de 1916), conhecido por Wilson W. Rodrigues, foi um poeta, jornalista, folcorista, escritor, professor e técnico de educação.

## Biografia
Filho do Coronel Júlio Rodrigues de Sousa e de D. Josina Parente Rodrigues, família do Recôncavo Baiano. Estudou no Colégio Ipiranga, em Salvador,BA.  Desde menino revelou vocação para a poesia, tendo publicado suas primeiras composições em periódicos escolares.  Seu primeiro livro teve as bênçãos antecipadas do poeta Jorge de Lima.

## Obras
- A caveirinha do preá, s/d
- Desnovelando, s/d
- O galo da campina,s/d
- O pintainho, s/d
- Por que a onça ficou pintada, s/d
- A rãzinha,s/d
- Três potes, s/d
- O bicho-folha,s/d
- A carapuça vermelha,s/d
- Bahia flor, poesia, (1948)
- Folclore Coreográfico do Brasil, (1953)
- Contos, s/d
- Contos do Rei-sol, s/d
- Contos dos caminhos, s/d
- Pai João, (1952)
- Sombra de Deus, s/d
- Lendas do Brasil, s/d